# Horninghold
 (octobre 2023).
Horninghold est une paroisse civile et un village du Leicestershire, en Angleterre.